# Korea Open 2023
Korea Open 2023, oficiálně Hana Bank Korea Open 2023, byl tenisový turnaj na ženském profesionálním okruhu WTA Tour hraný v Tenisovém centru Olympijského parku. Devatenáctý ročník Korea Open probíhal mezi 9. až 15. říjnem 2023 v jihokorejském hlavním městě Soulu na dvorcích s tvrdým povrchem DecoTurf. Mužská polovina nebyla do kalendáře ATP Tour zařazena po obnovení turnajů v Číně.
Turnaj dotovaný 259 303 dolary patřil do kategorie WTA 250. Nejvýše nasazenou singlistkou se stala čtvrtá tenistka světa Jessica Pegulaová ze Spojených států. Jako poslední přímá účastnice do hlavní soutěže nastoupila Američanka Emina Bektasová, figurující na 121. místě. V důsledku invaze Ruska na Ukrajinu na konci února 2022 řídící organizace tenisu ATP, WTA a ITF s grandslamy rozhodly, že ruští a běloruští tenisté mohli dále na okruzích startovat, ale do odvolání nikoli pod vlajkami Ruska a Běloruska.
Čtvrtý singlový titul na okruhu WTA Tour vybojovala 29letá Jessica Pegulaová, která poprvé v kariéře vyhrála více než jednu trofej v sezóně. Čtyřhru ovládly Češka Marie Bouzková s bývalou americkou světovou jedničkou Bethanií Mattekovou-Sandsovou, která získala čtrnáctou trofej po boku české spoluhráčky a první s Bouzkovou.

## Rozdělení bodů a finančních odměn

### Rozdělení bodů
| Soutěž  | Soutěž      | vítězky | finalistky | semifinalistky | čtvrtfinalistky | 16 v kole | 32 v kole | Q  | Q2 | Q1 |
| ------- | ----------- | ------- | ---------- | -------------- | --------------- | --------- | --------- | -- | -- | -- |
| dvouhra | [ 1 ] [ 6 ] | 280     | 180        | 110            | 60              | 30        | 1         | 18 | 12 | 1  |
| čtyřhra | [ 7 ]       | 280     | 180        | 110            | 60              | 1         | —         | —  | —  | —  |

### Finanční odměny
| Soutěž                                | Soutěž      | vítězky  | finalistky | semifinalistky | čtvrtfinalistky | 16 v kole | 32 v kole | Q2      | Q1      |
| ------------------------------------- | ----------- | -------- | ---------- | -------------- | --------------- | --------- | --------- | ------- | ------- |
| dvouhra                               | [ 1 ] [ 6 ] | 34 228 $ | 20 226 $   | 11 275 $       | 6 417 $         | 4 220 $   | 2 930 $   | 2 400 $ | 1 815 $ |
| čtyřhra                               | [ 7 ]       | 12 447 $ | 7 000 $    | 4 020 $        | 2 400 $         | 1 848 $   | —         | —       | —       |
| částka ve čtyřhrách je uvedena na pár |             |          |            |                |                 |           |           |         |         |

## Ženská dvouhra

### Nasazení
| Stát                         | Hráčka                   | WTA | Nasazení |
| ---------------------------- | ------------------------ | --- | -------- |
| USA                          | Jessica Pegulaová        | 4.  | 1.       |
| Lotyšsko                     | Jeļena Ostapenková       | 17. | 2.       |
|                              | Jekatěrina Alexandrovová | 20. | 3.       |
| Česko                        | Marie Bouzková           | 30. | 4.       |
| USA                          | Sofia Keninová           | 31. | 5.       |
| USA                          | Alycia Parksová          | 43. | 6.       |
| Nizozemsko                   | Arantxa Rusová           | 51. | 7.       |
| Spojené království           | Katie Boulterová         | 56. | 8.       |
| Žebříček WTA k 2. říjnu 2023 |                          |     |          |

### Jiné formy účasti
Následující hráčky obdržely divokou kartu do hlavní soutěže:
- Pek Ta-jon
- Han Na-re
- Jessica Pegulaová

Následující hráčky postoupily z kvalifikace:
- Arianne Hartonová
- Liang En-šuo
- Sachia Vickeryová
- Ku Jon-u

Následující hráčka postoupila z kvalifikace jako šťastná poražená:
- Irina Chromačovová

### Odhlášení
před zahájením turnaje
- Irina-Camelia Beguová → nahradila ji  Eva Lysová
- Margarita Betovová → nahradila ji Polina Kuděrmetovová
- Kimberly Birrellová → nahradila ji  Jüan Jüe
- Anna Kalinská → nahradila ji  Ashlyn Kruegerová
- Tereza Martincová → nahradila ji  Čang Su-džong
- Diane Parryová → nahradila ji  Laura Pigossiová
- Bernarda Peraová → nahradila ji Irina Chromačovová
- Wang Ja-fan → nahradila ji  Viktória Hrunčáková

## Ženská čtyřhra

### Nasazení
| Stát                                                                        | Hráčka               | Stát             | Hráčka                   | WTA  | Nasazení |
| --------------------------------------------------------------------------- | -------------------- | ---------------- | ------------------------ | ---- | -------- |
| Japonsko                                                                    | Eri Hozumiová        | Japonsko         | Makoto Ninomijová        | 103. | 1.       |
| Česko                                                                       | Marie Bouzková       | USA              | Bethanie Mattek-Sandsová | 109. | 2.       |
|                                                                             | Irina Chromačovová   | Čínská Tchaj-pej | Wu Fang-sien             | 123. | 3.       |
| USA                                                                         | Sabrina Santamariová |                  | Jana Sizikovová          | 133. | 4.       |
| Žebříček WTA k 2. říjnu 2023; číslo je součtem umístění obou členek dvojice |                      |                  |                          |      |          |

### Jiné formy účasti
Následující páry obdržely divokou kartu:
- Pek Ta-jon /  Čong Po-jong
- Čchö Či-hui /  Pak So-hjon

Následující pár nastoupil z pozice náhradníka:
- Liang En-šuo /  Jüan Jüe

### Odhlášení
před zahájením turnaje
- Viktória Hrunčáková /  Arantxa Rusová → nahradily je  Liang En-šuo /  Jüan Jüe

## Přehled finále

### Ženská dvouhra
- Jessica Pegulaová vs.  Jüan Jüe, 6–2, 6–3

### Ženská čtyřhra
- Marie Bouzková /  Bethanie Matteková-Sandsová vs.  Luksika Kumkhumová /  Peangtarn Plipuečová, 6–2, 6–1